# Kormoran wyspowy
Kormoran wyspowy (Leucocarbo ranfurlyi) – gatunek dużego ptaka z rodziny kormoranów (Phalacrocoracidae).

## Występowanie
Jest endemitem. Występuje jedynie w Nowej Zelandii na wyspach Bounty. Szacuje się, że jego populacja liczy 874–975 dorosłych osobników.

## Charakterystyka

### Morfologia
Osiąga 71 cm długości oraz masę około 2–2,9 kg. Ma białe pióra na brzuchu i czarne na grzbiecie. Ma także białe akcenty na czarnych skrzydłach. Młode osobniki mają brązową skórę. Ma wąski dziób, zaokrąglony na końcu. Jest on jasnobrązowy lub w odcieniach różu. Ma pomarańczową obręcz wokół oczu. 

### Dieta
Jest drapieżnikiem. Żywi się małymi rybami, kalmarami, ślimakami oraz jeżowcami. Poluje nurkując do dna.

### Rozmnażanie
Jego sezon lęgowy trwa od października do listopada. Gniazda zbudowane są z brunatnic, piór, kamieni i błota; mają szerokość około 35 cm i wysokość 15 cm. Samica składa zwykle 2 lub 3 jaja. Osiągają one 64 mm długości oraz 41 mm szerokości. Okres wysiadywania jaj zwykle wynosi około 30 dni.